# Danilo Santacruz
Juan Danilo Santacruz González (ur. 12 czerwca 1995 w Caaguazú) – paragwajski piłkarz występujący na pozycji ofensywnego pomocnika, od 2025 roku zawodnik meksykańskiego Jaiba Brava.